# Commiphora caerulea
Commiphora caerulea är en tvåhjärtbladig växtart som beskrevs av B. D. Burtt. Commiphora caerulea ingår i släktet Commiphora och familjen Burseraceae. Inga underarter finns listade i Catalogue of Life.